# Curius chemsaki
Curius chemsaki är en skalbaggsart som beskrevs av Eugenio H.Nearns och Ray 2006. Curius chemsaki ingår i släktet Curius och familjen långhorningar.
Artens utbredningsområde är Venezuela. Inga underarter finns listade i Catalogue of Life.